# Program wychowawczy szkoły
Program wychowawczy szkoły – program, który opisuje w sposób całościowy wszystkie treści i działania o charakterze wychowawczym i jest realizowany przez wszystkich nauczycieli danej szkoły. Program wychowawczy musi być zaopiniowany przez radę rodziców i samorząd uczniowski, a jego zadania są częścią programową statutu.